# Kutun
Kutun est le mot basque désignant une amulette. On désigne ainsi plusieurs objets auxquels on attribue le pouvoir de guérir des maladies ou d'éloigner maux et dangers.

## Anecdote
Une fois un homme passait près de Lamiñasiñe (le puits des lamiñak). Deux sorcières s'approchèrent de lui. L'une dit à l'autre :
elakio, elakio (« attrape-le, attrape-le »)
L'autre lui répondit :
ik elakio; or zeuken orrek, amak jarri ta, errueda eta apio (« attrape-le toi-même, sa mère lui a donné de la rue et du céleri »).
Ces deux plantes ont été utilisées pour faire des amulettes variées.
Il y a plusieurs catégories d'amulettes. Ainsi, un petit papier sur lequel sont écrites les premières paroles de l'Évangile de saint Jean et que l'on met dans un sachet porté autour du cou, ou dans les replis de la ceinture ou d'une bande pour un enfant, ou bien cousu au vêtement. On considère dans bien des endroits que c'est là un remède contre le mauvais œil, Begizko.

## Quelques utilisations
- Pour provoquer la première dentition des enfants on leur met, en guise d'amulette, des dents de hérisson (à Laudio), hérisson et chat sauvage (à Larrabezua), de cheval ( à Bedia).
- Pour se préserver des maux de tête, on met une amulette composée de petits cailloux recueillis dans la grotte de la Trinité (sierra de Guibujo). On les porte contre le front, attachés avec un mouchoir.
- Les habitants de la vallée d'Iza (Navarre/Navarra/Nafarroa), lorsqu'ils passent près d'Arkaitz ou du rocher d'Oskia, prennent un caillou et tracent une croix à même le rocher afin de conjurer les sorcières.
- Pour guérir de l'herpès, d'après l'inventaire des pratiques en cours en Navarre et qui figurent dans un décret du tribunal de l'Inquisition de Logroño (14 mars 1727), on doit, en frappant une pierre avec un briquet, faire jaillir trois étincelles et les appliquer au patient. Dans le commentaire de cette pratique, on ajoute que pour se libérer des fièvres tierces, le malade doit aller trois matinées consécutives au champ en récitant en chemin quelques Pater, Ave et Gloria. Là, il se met à genoux devant une herbe et récite un Salve en disant ces mots :

« Yerba buena silvestere, j'ai des fièvres et pas toi. Dieu me les enlève et te les donne ; je t'ai apporté du sel et du pain ». Au même moment il répand sur l'herbe en question des mies de pain mélangées au sel.
Un autre type d'amulette est utilisé par les femmes qui nourrissent des enfants, afin d'éviter tumeurs et durcissement des seins. On l'appelle zingiñarri (Ataun), arraiarri (Oiartzun), abilain et errabearri (Elosua), ugetzarri (Larrabezua et Mendaja). C'est un verre rougeâtre de section polygonale et dont les facettes sont carrées. Il est traversé au centre par un orifice où l'on passe une corde qui sert à l'attacher au cou. Il en existe de deux tailles: les plus grands ont environ un centimètre de diamètre, les autres, les moins utilisés, un demi-centimètre de diamètre au moins.
Les pattes de blaireau européen ont été également utilisées en guise d'amulettes pour se protéger contre les sorcières. La peau de blaireau couvrant le joug d'un attelage de bœufs (idiak), les protège contre le Begizko (le mauvais œil) (Ataun). On faisait surtout cela lorsque l'attelage devait être exposé en public, le jour de la foire par exemple, lors d'une noce, etc.

## Étymologie
Kutun signifie « amulette » en basque. Le suffixe a désigne l'article : kutuna se traduit donc par « l'amulette ».

## Note
Il n'existe pas de genre (masculin, féminin) dans la langue basque et toutes les lettres se prononcent. Il n'y a donc pas d'association comme pour le français où qui se prononce k. 